# Ō no Yasumaro
Ō no Yasumaro (太安万侶?, おおのやすまろ; 660 – 15 agosto 723) è stato uno scrittore, storico e nobile giapponese.
Gli viene attribuita la compilazione, con l'assistenza fondamentale di Hieda no Are (稗田 阿礼), del Kojiki (古事記?, "Racconto di antichi eventi"), documento del 712 nel quale vengono narrate le origini mitologiche e storiche del Giappone. È possibile che fosse figlio di Ō no Honji (多品治?), nobile che prese parte alla Guerra jinshin del 672.
Yasumaro ha probabilmente avuto un ruolo attivo nella compilazione del Nihon shoki (日本書紀?, "Cronache del Giappone"), ultimata nel 720.

## Epitaffio di Ō no Yasumaro
In una piantagione di tè nel distretto Konose, a Nara, il 23 gennaio 1979 venne ritrovata la tomba di Ō-no-Yasumaro. Sul suo epitaffio sono incise queste parole: